# Potamonautes niloticus
Potamonautes niloticus е вид пресноводен рак от семейство Potamonautidae. Естествен обитател е на реките, среща се в Египет, Етиопия, Руанда, Судан и Уганда.